# Бучми
Бу́чми — село в Україні, у Львівському районі Львівської області. Населення становить 336 осіб. Орган місцевого самоврядування - Добросинсько-Магерівська сільська рада.

## Історія
До середини XIX ст. Бучми входили до складу Бишкова, який були присілком села Кам'янки-Волоської. Після 1940 року Бучми стали окремим селом.